# Jacques Henry

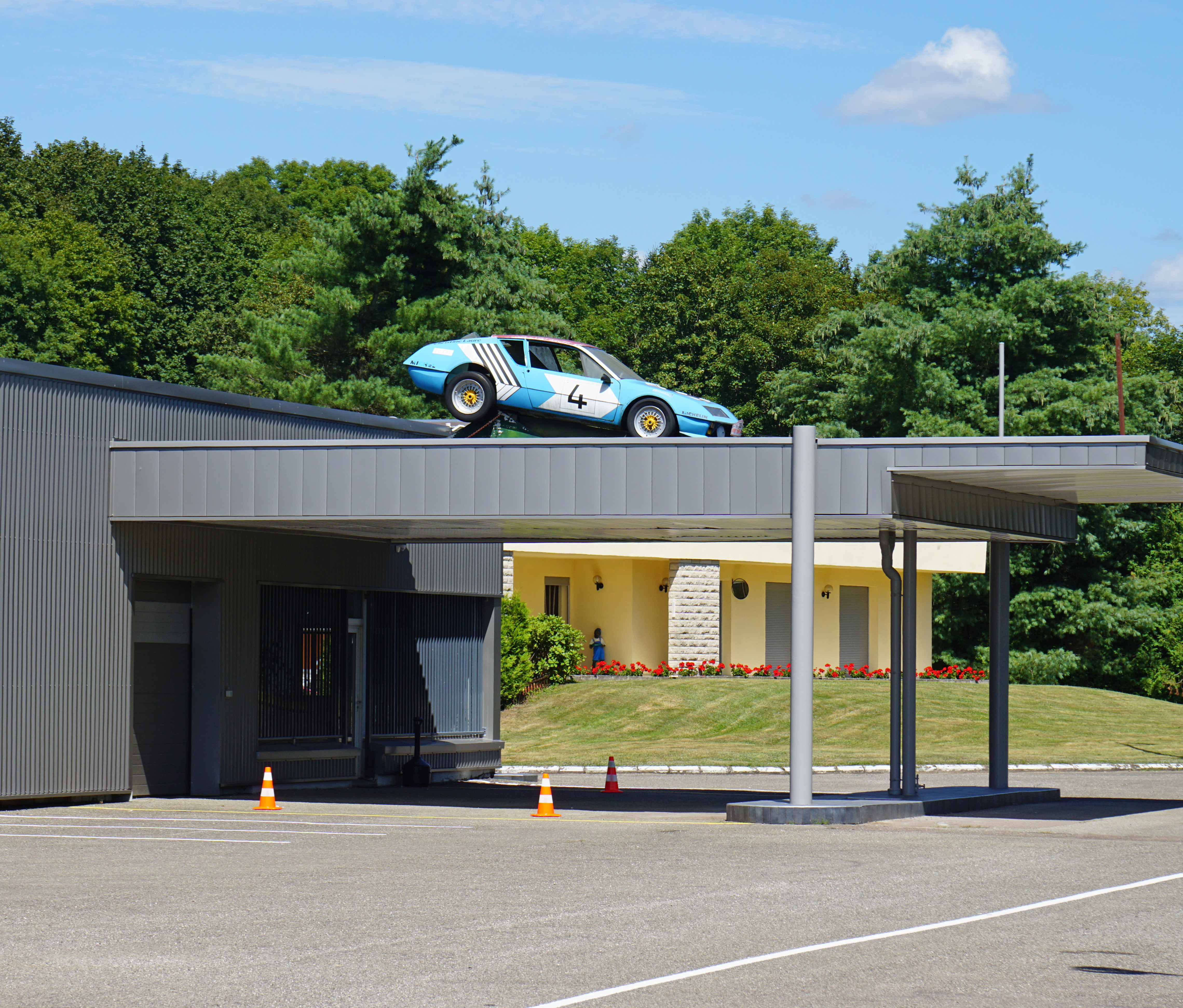
Alpine A310 na dachu garażu Jacques’a Henry’ego w miejscowości Roye (2016)

Jacques Henry (ur. 14 maja 1942 w Lure, zm. 19 listopada 2016) – francuski kierowca wyścigowy i rajdowy.

## Kariera
Henry rozpoczął karierę w międzynarodowych wyścigach samochodowych w 1973 roku od startu w klasie S 2.0 24-godzinnego wyścigu Le Mans, w którym uplasował się na czwartej pozycji w swojej klasie, zaś w klasyfikacji generalnej był 49. Na przestrzeni lat 1975, 1977-1978, w których startował w 24-godzinnego wyścigu Le Mans Francuz plasował się na pozycjach odpowiednio trzeciej, pierwszej i ósmej pozycji w klasie S 2.0 (w klasyfikacji generalnej odpowiednio: 24, 6 i 32).